# 冰岛渔业和农业部
冰岛渔业和农业部 是冰島政府的一个经济領域的部门，該國的渔业产品约占冰岛出口的40%。

## 历史
2007年6月13日，冰岛议会修改法律，允許該國的渔业部和农业部合併，并于2008年1月1日正式生效。